# 1891
Năm 1891 (MDCCCXCI) là một năm thường bắt đầu vào Thứ năm (liên kết sẽ hiển thị đầy đủ lịch) trong Lịch Gregory (hoặc một năm thường bắt đầu vào Thứ ba trong Lịch Julius chậm hơn 12 ngày).

## Sinh
- 9 tháng 12 – John Langenus, trọng tài bóng đá người Bỉ (m. 1952)

## Mất
- 28 tháng 4 – Nguyễn Phúc Lương Trinh, phong hiệu Bái Ân Công chúa, công chúa con vua Minh Mạng (s. 1830).
- 13 tháng 5 – Nguyễn Phúc Lương Đức, phong hiệu An Thường Công chúa, công chúa con vua Minh Mạng (s. 1817).
- 26 tháng 5 – Felipe Poey, nhà động vật học người Cuba (s. 1799).
- 17 tháng 7 – Nguyễn Phúc Miên Điều, tước phong Kiến Hòa Quận công, hoàng tử con vua Minh Mạng (s. 1836).